# غودفري شوفالييه
غودفري شوفالييه (بالإنجليزية: Godfrey Chevalier)‏ هو ضابط أمريكي، ولد في 7 مارس 1889 في بروفيدنس في الولايات المتحدة، وتوفي في 14 نوفمبر 1922 في نورفولك في الولايات المتحدة.

## معرض صور

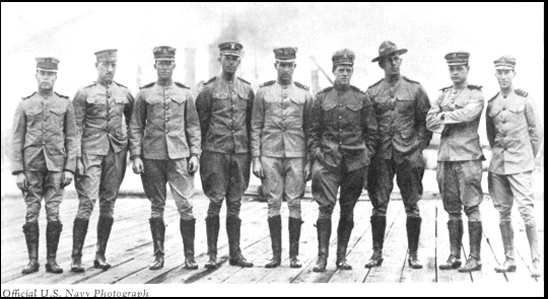
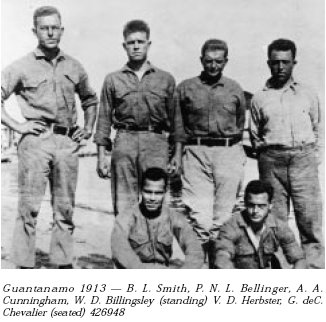
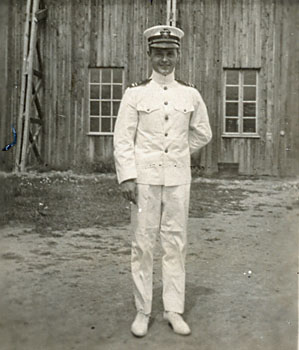
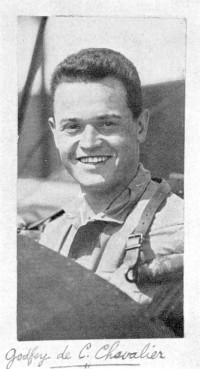
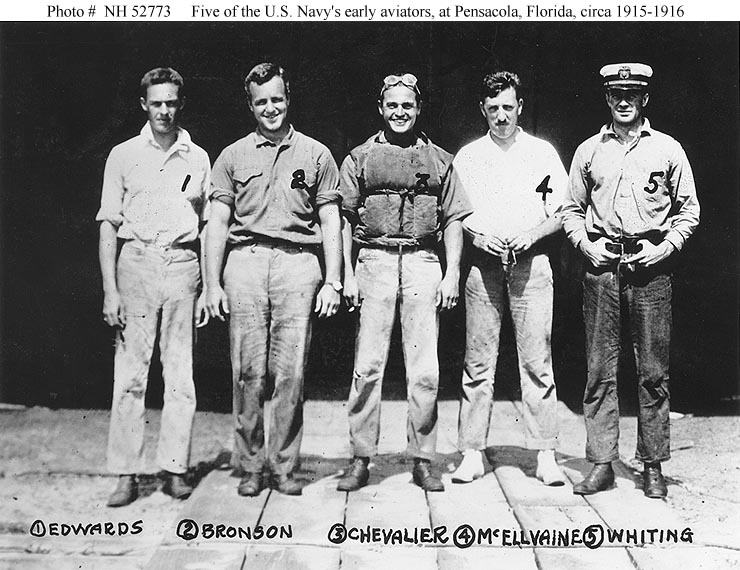